# Sinapis incana
Sinapis incana är en korsblommig växtart som beskrevs av Carl von Linné. Sinapis incana ingår i släktet senaper, och familjen korsblommiga växter. Inga underarter finns listade i Catalogue of Life.